# Carolinerne
Carolinerne er en større øgruppe i Stillehavet nord for Ny Guinea. Den østlige del af øerne hører til Mikronesien, mens den vestlige del hører til Palau.
Carolinerne blev en spansk koloni 1686, men solgtes 1898 til Tyskland. 1914 erobredes øgruppen af Japan og da Tyskland fratoges sine kolonier ved Versailles-freden 1919, blev øgruppen et japansk mandatområde. USA tog øgruppen under 2. verdenskrig, og delte området i Mikronesien og Palau. Mikronesien fik selvstændighed i 1986, mens Palau måtte vente til 1994.
6°3′N 147°5′Ø / 6.050°N 147.083°Ø